# 蘇盧
蘇盧（發音：[sɔ́ lú]，1049年—1084年），旧譯修羅，是緬甸蒲甘王朝君主，他於1077年至1084年統治緬甸。他是前任國王阿奴律陀的兒子，與異母兄弟江喜陀不合。蘇盧與他乳母的兒子孟族人耶曼干相好，耶曼干是綽號，意為「盲的孟族人」。
1077年，阿奴律陀崩逝，蘇盧繼位為王。蘇盧指派好友耶曼干為勃固總督。1082年，耶曼干起兵謀反。蘇盧召回被發配达拉的江喜陀，命他率軍討伐耶曼干。江喜陀領軍南進駐紮於馬圭附近的敏昆（Myingun），與北上駐紮於德耶謬的耶曼干對峙，蘇盧軍隨後趕至。江喜陀對蘇盧進言，應靜待敵軍向蒲甘移動時再發動進攻，蘇盧對保守不前的江喜陀非常不滿，親自率軍進攻。然而，耶曼干在沼澤地帶佈置了疑陣，蘇盧軍陷入泥中，繼而大敗。蘇盧在逃逸中被俘，江喜陀單騎逃回了蒲甘，耶曼干則率領孟族大軍北上，駐紮在蒲甘城南。夜里，江喜陀策劃了一次營救，摸黑偷入敵營。江喜陀成功找到並帶出了蘇盧，然而蘇盧不能抑制自己對江喜陀的厭惡，大呼引來了孟族士兵，江喜陀只好棄下蘇盧單獨潛逃。不久之後，耶曼干處死了蘇盧。